# Palisota brachythyrsa
Palisota brachythyrsa är en himmelsblomsväxtart som beskrevs av Gottfried Wilhelm Johannes Mildbraed. Palisota brachythyrsa ingår i släktet Palisota och familjen himmelsblomsväxter. Inga underarter finns listade.